# Gulden Vedel
De Gulden Vedel is een jaarlijkse prijs van de Nederlandse Vereniging van Dansleraren voor een Nederlandse artiest waarvan de muziek het afgelopen jaar het populairst is geweest in de dansscholen.
De prijs is in het leven geroepen in 1979. De prijs bestaat uit een Gouden Viooltje als dasspeld, broche of hangertje voor aan een ketting met oorkonde.

## Winnaars
- 1979: Nico Haak
- 1980: Lenny Kuhr
- 1981: Spargo
- 1982: Conny Vandenbos
- 1983: Lee Towers
- 1984: Anita Meyer
- 1985: Berdien Stenberg
- 1986: BZN
- 1987: VOF de Kunst
- 1988: Albert West
- 1989: Koos Alberts
- 1990: René Froger
- 1991: Corry Konings
- 1992: Grant & Forsyth
- 1993: Vaya Con Dios
- 1994: Willeke Alberti
- 1995: Marco Borsato
- 1996: André Rieu
- 1997: Gordon
- 1998: Trijntje Oosterhuis
- 1999: Guus Meeuwis
- 2001: Jody Bernal
- 2002: Carel Kraayenhof
- 2003: Jamai Loman
- 2004: Frans Bauer
- 2005: Chipz
- 2006: Jim Bakkum
- 2007: Jan Smit
- 2008: Thomas Berge
- 2009: Gerard Joling
- 2010: Caro Emerald
- 2011: Ilse DeLange
- 2012: Frans Duijts
- 2013: Django Wagner
- 2014: Miss Montreal
- 2015: Nielson
- 2021: Kees Haak